# 廿日市市
廿日市市（日语：／ Hatsukaichi shi */?）為位於廣島縣西部的城市。北部是中國山地，此地所輸出的木材運往位於轄區南部沿海的港口，使當地成為西日本主要的木材港，也帶動週邊與木材相關的營建、修繕、家具等產業。日本三景之一的世界遺產嚴島神社所在地宮島即位於轄區内。
城市名稱「廿日市」源自現在的市中心地區在鎌倉時代固定在毎月的20日舉辦市集。

## 人口
| 廿日市市人口分布圖 |                                                 |  |
| 廿日市市與日本全國年齡別人口分布比較圖 （2005年資料） | 廿日市市的年齡、男女別人口分布圖 （2005年資料） |  |
| ■紫色是廿日市市 ■綠色是全国 | ■藍色是男性 ■紅色是女性                         |  |
| 廿日市市人口變化 \| 1970年 \| 57,218人 \| \| \| 1975年 \| 65,284人 \| \| \| 1980年 \| 76,592人 \| \| \| 1985年 \| 89,034人 \| \| \| 1990年 \| 101,630人 \| \| \| 1995年 \| 112,591人 \| \| \| 2000年 \| 114,981人 \| \| \| 2005年 \| 115,530人 \| \| \| 2010年 \| 114,038人 \| \| \| 2015年 \| 114,906人 \| \| \| 2020年 \| 114,173人 \| \| |                                                 |  |
| 資料來源：日本總務省統計中心提供之人口普查數據 |                                                 |  |
| 1970年 | 57,218人                                        |  |
| 1975年 | 65,284人                                        |  |
| 1980年 | 76,592人                                        |  |
| 1985年 | 89,034人                                        |  |
| 1990年 | 101,630人                                       |  |
| 1995年 | 112,591人                                       |  |
| 2000年 | 114,981人                                       |  |
| 2005年 | 115,530人                                       |  |
| 2010年 | 114,038人                                       |  |
| 2015年 | 114,906人                                       |  |
| 2020年 | 114,173人                                       |  |

## 歷史

### 沿革
- 1889年4月1日：實施町村制，現在的轄區在當時分屬：佐伯郡廿日市町、平良村、原村、宮內村、地御前村、玖島村、三和村、友原村、津田村、淺原村、四和村、吉和村、大野村、嚴島町。
- 1929年4月1日：
  - 三和村和友原村合併為友和村。
  - 津田村改制為津田町。
- 1950年4月1日：大野村改制為大野町。
- 1950年11月3日：嚴島町改名為宮島町。
- 1955年4月1日：津田町、友和村、玖島村、淺原村、四和村合併為佐伯町。
- 1956年9月30日：廿日市町和平良村、原村、宮內村、地御前村合併為新設置的廿日市町。[1]
- 1957年6月10日：五日市町（現已併入廣島市）的佐方地區被併入廿日市町。
- 1988年4月1日　廿日市町改制為廿日市市。
- 2003年3月1日：佐伯町和吉和村併入廿日市市。
- 2005年11月3日：大野町和宮島町併入廿日市市。

### 變遷表
| 1889年4月1日            | 1889年 - 1926年 | 1926年 - 1954年            | 1926年 - 1954年            | 1955年 - 1988年            | 1955年 - 1988年            | 1989年 - 現在              | 現在     |
| ----------------------- | --------------- | -------------------------- | -------------------------- | -------------------------- | -------------------------- | -------------------------- | -------- |
| 嚴島町                  | 嚴島町          | 1950年11月3日 改名為宮島町 | 1950年11月3日 改名為宮島町 | 1950年11月3日 改名為宮島町 | 1950年11月3日 改名為宮島町 | 2005年11月3日 併入廿日市市 | 廿日市市 |
| 大野村                  | 大野村          | 1950年4月1日 大野町        | 1950年4月1日 大野町        | 1950年4月1日 大野町        | 1950年4月1日 大野町        | 2005年11月3日 併入廿日市市 | 廿日市市 |
| 廿日市町                | 廿日市町        | 廿日市町                   | 廿日市町                   | 1956年9月30日 廿日市町     | 1988年4月1日 廿日市市      | 1988年4月1日 廿日市市      | 廿日市市 |
| 平良村                  |                 |                            |                            | 1956年9月30日 廿日市町     | 1988年4月1日 廿日市市      | 1988年4月1日 廿日市市      | 廿日市市 |
| 地御前村                |                 |                            |                            | 1956年9月30日 廿日市町     | 1988年4月1日 廿日市市      | 1988年4月1日 廿日市市      | 廿日市市 |
| 原村                    |                 |                            |                            | 1956年9月30日 廿日市町     | 1988年4月1日 廿日市市      | 1988年4月1日 廿日市市      | 廿日市市 |
| 宮內村                  |                 |                            |                            | 1956年9月30日 廿日市町     | 1988年4月1日 廿日市市      | 1988年4月1日 廿日市市      | 廿日市市 |
| 吉和村                  | 吉和村          | 吉和村                     | 吉和村                     | 吉和村                     | 吉和村                     | 2003年3月1日 併入廿日市市  | 廿日市市 |
| 津田村                  | 津田村          | 1929年4月1日 津田町        | 1929年4月1日 津田町        | 1955年4月1日 佐伯町        | 1955年4月1日 佐伯町        | 2003年3月1日 併入廿日市市  | 廿日市市 |
| 淺原村                  |                 |                            |                            | 1955年4月1日 佐伯町        | 1955年4月1日 佐伯町        | 2003年3月1日 併入廿日市市  | 廿日市市 |
| 玖島村                  |                 |                            |                            | 1955年4月1日 佐伯町        | 1955年4月1日 佐伯町        | 2003年3月1日 併入廿日市市  | 廿日市市 |
| 四和村                  |                 |                            |                            | 1955年4月1日 佐伯町        | 1955年4月1日 佐伯町        | 2003年3月1日 併入廿日市市  | 廿日市市 |
| 友原村                  | 友原村          | 1929年4月1日 友和村        | 友和村                     | 1955年4月1日 佐伯町        | 1955年4月1日 佐伯町        | 2003年3月1日 併入廿日市市  | 廿日市市 |
| 三和村                  |                 | 1929年4月1日 友和村        | 友和村                     | 1955年4月1日 佐伯町        | 1955年4月1日 佐伯町        | 2003年3月1日 併入廿日市市  | 廿日市市 |
| 1954年9月1日 併入大竹市 |                 | 1929年4月1日 友和村        |                            |                            |                            |                            |          |

## 交通

### 鐵路
以JR山陽本線的廿日市車站為主要車站。
- 西日本旅客鐵道
  - 山陽本線：廿日市車站 - 宮內串戶車站 - 阿品車站 - 宮島口車站 - 前空車站 - 大野浦車站
- 廣島電鐵
  - 宮島線：山陽女子大前車站 - 廣電廿日市車站 - 廿日市市役所前（平良）車站 - 宮內車站 - JA廣島醫院前車站 - 地御前車站 - 阿品東車站 - 廣電阿品車站 - 競艇場前車站 - 廣電宮島口車站

|  |  |

- 廣島觀光開発

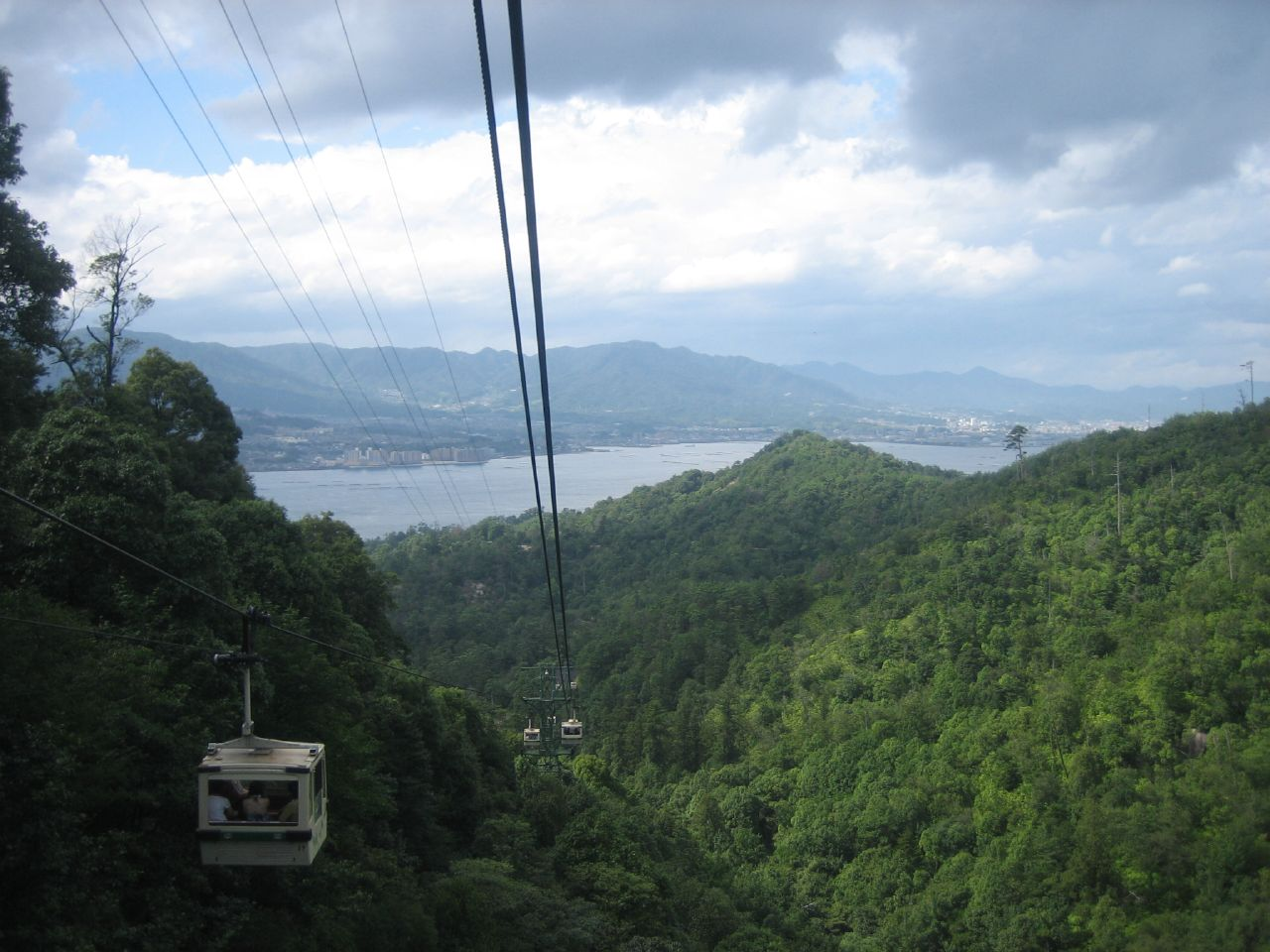
宮島纜車

  - 宮島纜車：紅葉谷公園站 - 榧谷站 - 獅子岩站

### 渡輪
宮島航路
- JR西日本宮島渡輪
  - 宮島連絡船：宮島口車站 - 宮島站
- 宮島松大汽船
  - 宮島航路：宮島口棧橋 - 宮島桟橋
- 第一海灘（ファーストビーチ）
  - 廣島港（宇品） - 宮島

|  |  |

### 道路
高速道路
- 中國自動車道：吉和交流道- 吉和服務區
- 山陽自動車道：宮島服務區 - 廿日市系統交流道 - 大野交流道
- 廣島岩國道路：廿日市交流道 - 廿日市系統交流道 - 大野交流道

## 觀光資源

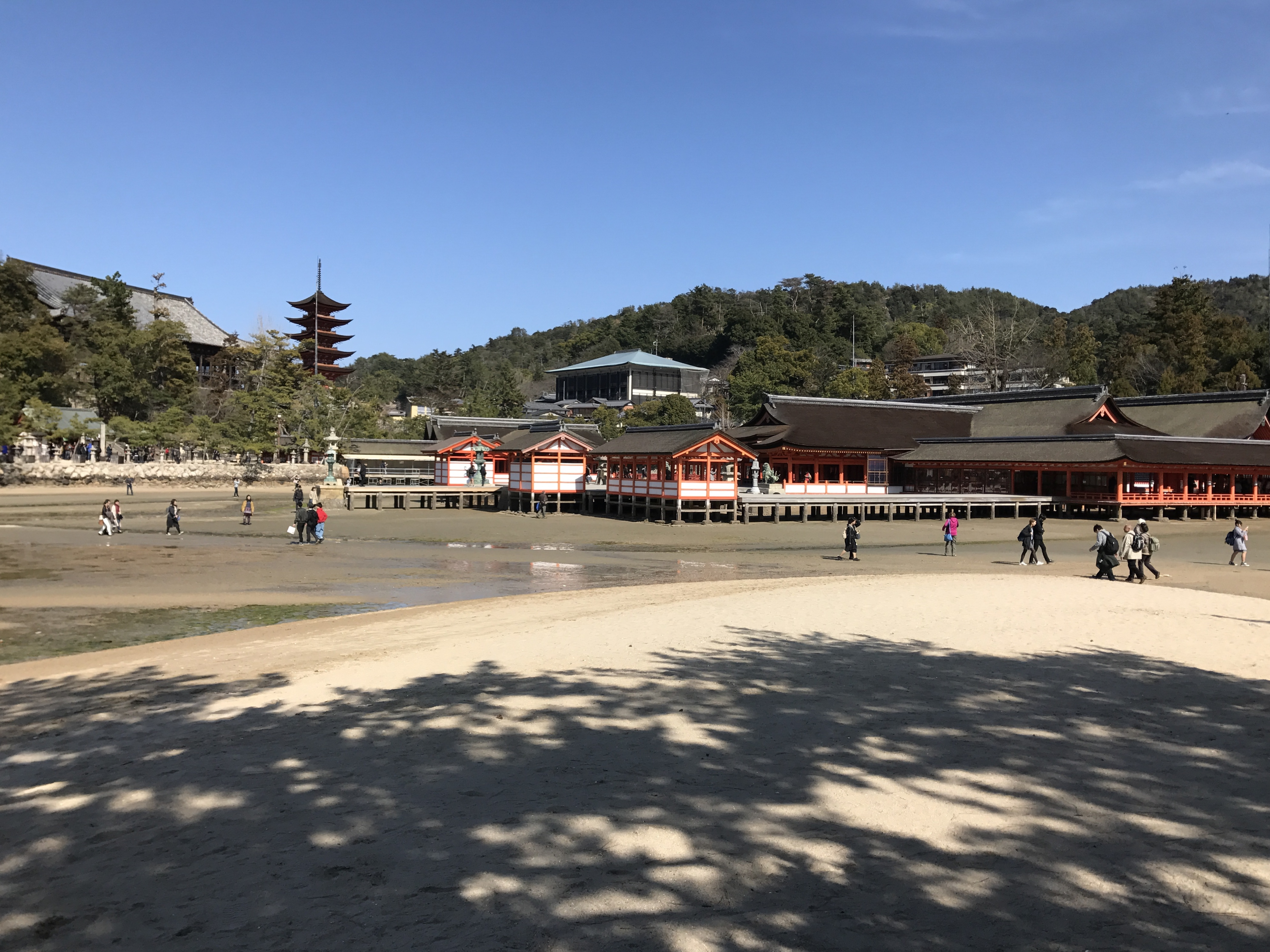
嚴島神社（安藝國一宮）社殿，左端可見五層塔及其末社豐國神社的本殿（千疊閣）

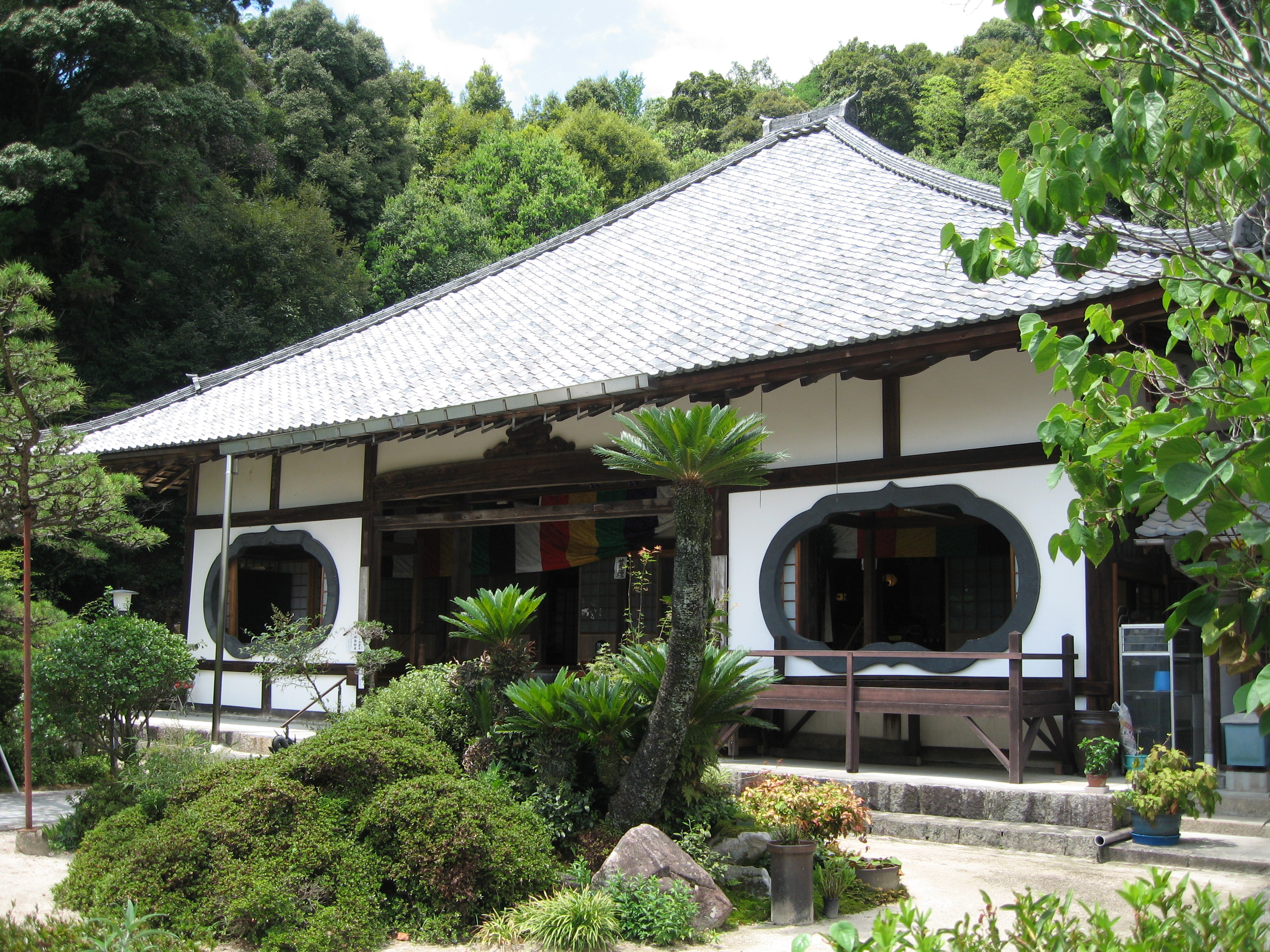
洞雲寺本堂

櫻尾城遺跡
洞雲寺
岩倉溫泉
小瀨川溫泉
日本三景「安藝之宮島」
嚴島神社
宮島水族館
大聖院

## 教育

### 大學
- 日本赤十字广岛看护大学
- 山陽女子短期大學

### 高等學校
- 廣島縣立廿日市高等學校
- 廣島縣立廿日市西高等學校
- 廣島縣立佐伯高等學校
- 廣島縣立宮島工業高等學校
- 山陽女學園中等部、高等部

### 特殊學校
- 廣島縣立廿日市特別支援學校

## 姊妹、友好都市

### 海外
- 马斯特顿（紐西蘭威靈頓地區）
兩地於1998年4月21日締結為姊妹都市。[2]
- 勒蒙-圣米歇尔（法國下诺曼底）
兩地於2009年5月16日締結為觀光友好都市。[3]

## 本地出身之名人
- 松本瀧藏：前眾議院議員，曾任外務省政務次官、內閣官房副長官。
- 堀田仁助：江戶幕府天文方測量、天文學者
- 佐和隆研：美術史家、前京都市立藝術大學校長
- 枝正義郎：電影導演
- 天野守信：合唱指揮家
- 高橋真梨子：歌手
- DJ KOHNO：音樂人，決明子的DJ。
- 檜山修之：配音員
- 井村空美：女演員
- 灰山元治：棒球選手
- 高橋進：田徑選手、教練
- 廣瀨叔功：前職業棒球選手
- 簑田浩二：前職業棒球選手
- 田口龍二：前職業棒球選手
- 小林宏：職業棒球選手
- 柳瀨明宏 - 福岡ソフトバンクホークス（四季が丘）
- 稻田直人：職業棒球選手
- 宮本裕向：職業摔角選手
- 內田役子：排球選手
- 向井久子：排球選手
- 武田美智子：綜合格闘家

## 外部連結
- （日語） 廿日市觀光協會 （页面存档备份，存于）
- （日語） 廿日市商工會議所
- （日語） 宮島觀光協會 （页面存档备份，存于）
- （日語） 佐伯觀光站 （页面存档备份，存于）
- OpenStreetMap上有關廿日市市的地理